# Emin Gün Sirer
Emin Gün Sirer est un informaticien turc et américain. Il est actuellement professeur d'informatique à l'université Cornell et co-directeur de l'IC3. Il est connu pour ses contributions aux systèmes de pair à pair, aux systèmes d'exploitation et aux réseaux informatiques.

## Éducation
Emin Gün Sirer effectue son lycée au Robert College d'Istanbul puis obtient un diplôme de premier cycle à l'université de Princeton, et a terminé ses études supérieures à l'université de Washington. Il termine un doctorat en informatique et en ingénierie en 2002 sous la supervision de Brian N. Bershad.

## Carrière
Avant de devenir professeur à l'université Cornell, Emin Gün Sirer travaille sur le Plan 9 chez AT&T Bell Labs, chez DEC Systems Research Center et chez NEC.
Il est surtout connu pour ses contributions à la recherche sur les systèmes d'exploitation, les systèmes distribués et les cryptomonnaies. Il est l'un des co-développeurs du système d'exploitation SPIN qui permet de changer l'implémentation et les interfaces d'un système d'exploitation pendant l'exécution. Il a également dirigé le projet Nexus OS et développé HyperDex, une base de données clé-valeur. Son système Karma, publié en 2003, est la première cryptomonnaie fondée  sur la preuve de travail,.
En collaboration avec Itta Eyal, il publie en 2013 l'article anglais : Majority is not Enough, Bitcoin Mining is Vulnerable (« La majorité ne suffit pas : le minage du Bitcoin est vulnérable ») qui décrit l'attaque par minage égoïste sur le réseau Bitcoin avec seulement 1/3 de la puissance totale de hachage. En 2019, il est l'un des cofondateurs d'Ava Labs, qui développe une nouvelle cryptomonnaie (AVAX) et une plate-forme utilisant le consensus Avalanche.
En août 2022, le lanceur d'alerte « Crypto Leaks » publie un rapport accusant la société Ava Labs d'accords secrets avec l'avocat Kyle Roche visant à déstabiliser légalement les compétiteurs d'Avalanche.